# Луцкий район
Лу́цкий райо́н (укр. Луцький район) — административная единица на юге Волынской области Украины. Административный центр — город Луцк.

## География
Район расположен в южной полесской и западной лесостепной физико-географических зонах. Среднегодовые температуры: летняя + 18 °C, зимняя — 8 °C. Количество осадков: 540—560 мм. Площадь: 5249,2 км².
Основные реки — Стир, Сарна, Сапалаевка, Черногузка, Полонка.

## История
Район образован в УССР в 1940 году. 14 июня 1958 года к Луцкому району были присоединены Бороховский, Ботинский, Воротновский, Гаразджанский, Зверевский, Круповский, Лишенский, Ново-Котовский, Подгайцевский, Поддубцевский, Романовский и Теремновский сельсоветы упразднённого Теремновского района. В 1962 году район был упразднён, а в 1966 — восстановлен.
17 июля 2020 года в результате административно-территориальной реформы район был укрупнён, в его состав вошли территории:
- Луцкого района,
- Гороховского района,
- Киверцовского района,
- Рожищенского района,
- Колковского поселкового совета, а также Боровичевского, Великоосницкого, Годомичевского, Гораймовского, Копыльевского, Красновольского, Куликовичевского, Рудниковского, Старосельского, Четвертнянского и Черныжевского сельских советов Маневичского района,
- а также города областного значения Луцк.

## Население
Численность населения района в укрупнённых границах — 457,3 тыс. человек.
Численность населения района в границах до 17 июля 2020 года по состоянию на 1 января 2020 года — 66 875 человек, из них городского населения — 6 047 человек, сельского — 60 828 человек.
Численность наличного население района, на 1 декабря 2013 года составляло 62 055 человек, в том числе в городских условиях проживают 6 089 человек (9,81 %), в сельских — 55 966 (90,19 %). Постоянное население — 62 215 человек, в том числе городское население — 6 148 человек (9,88 %), сельское — 56 067 (90,12 %).

## Административное устройство
Район в укрупнённых границах с 17 июля 2020 года делится на 15 территориальных общин (громад), в том числе 5 городских, 5 поселковых и 5 сельских общин (в скобках — их административные центры):
- Городские:
  - Луцкая городская община (город Луцк),
  - Берестечковская городская община (город Берестечко),
  - Гороховская городская община (город Горохов),
  - Киверцовская городская община (город Киверцы),
  - Рожищенская городская община (город Рожище);
- Поселковые:
  - Колковская поселковая община (посёлок Колки),
  - Марьяновская поселковая община (посёлок Марьяновка),
  - Олыкская поселковая община (посёлок Олыка),
  - Торчинская поселковая община (посёлок Торчин),
  - Цуманская поселковая община (посёлок Цумань);
- Сельские:
  - Боратинская сельская община (село Боратин),
  - Городищенская сельская община (село Городище),
  - Доросиневская сельская община (село Доросины),
  - Копачовская сельская община (село Копачовка),
  - Подгайцевская сельская община (село Подгайцы).

### История деления района
Количество местных советов (рад) в старых границах района до 17 июля 2020 года:
- поселковых — 2
- сельских — 29

Количество населённых пунктов в старых границах района до 17 июля 2020 года:
- городов районного значения — 0
- посёлков городского типа — 2 (Рокины — 1 537, Торчин — 4 509)
- сёл — 83

Всего — 85 населённых пунктов.

## Достопримечательности
В селе Поддубцы находится Покровская церковь XVIII в.